# Казапе
Казапе (итал. Casape) је насеље у Италији у округу Рим, региону Лацио.
Према процени из 2011. у насељу је живело 719 становника. Насеље се налази на надморској висини од 463 м.

## Становништво
| 1936. | 1951. | 1961. | 1971. | 1981. | 1991. | 2001. | 2011. |
| ----- | ----- | ----- | ----- | ----- | ----- | ----- | ----- |
| 1.218 | 1.292 | 1.253 | 1.029 | 864   | 812   | 746   | 737   |